# Карън Гилис
Карън Гилис (на английски: Karen Gillece) е ирландска писателка.

## Биография
Родена е през 1974 година в Дъблин. Учи право в Дъблинския университет, работи известно време в телекомуникационния сектор, след което започва да се занимава изцяло с литература. Автор е на няколко романа, сред които „Крайбрежни наноси“ („Longshore Drift“, 2006), отличен с Награда за литература на Европейския съюз (2009).

## Произведения
- Seven Nights in Zaragoza (2005)
- Longshore Drift (2006) – награда за литература на ЕС
Крайбрежни наноси, изд.: „Ерго“, София (2016), прев. Диана Ботушарова
- My Glass Heart (2007)
- The Absent Wife (2008)
- The Boy That Never Was (2014) – като Карън Пери с Пол Пери